# باب الشمس (فاس)
باب الشمس أو «بوابة الشمس» هي بوابة توجد على يمين باب قصبة بوجلود (باب فرنسا سابقا)، وتقع بين حديقة جنان السبيل وثانوية مولاي إدريس بمدينة فاس المغربية، وهي واحد من بقايا «القلعة» أو القصبة التي شيدت من قبل العلويين لإيواء مجموعة من القوات المسلحة من منطقة الريف في عهد السلطان الحسن الأول. وتتشكل من بوابتين مقوستين أومدخلين صغيرين بكل منهما ممرين ضيقين للمشاة في كلا الجانبين: واحدة منهما مزخرفة بالزليج «السيراميك» الأزرق والأخضر. في حين أن الثانية ليست كذلك. كلا البوابتين تعانيان كثيرا من عبور المركبات، كما أن هناك الكثير من الخدوش والأضرار على سطحهما.